# Université libre de Bolzano
L'université libre de Bolzano/Bozen est une université italienne, dont le siège est à Bolzano, dans le Trentin-Haut-Adige (et précisément dans le Haut-Adige ou Tyrol du Sud).
Son nom italien est Libera Università di Bolzano, en allemand, Freie Universität Bozen et en anglais, Free University of Bozen/Bolzano.
Elle a été fondée le 31 octobre 1997.
Elle se compose de cinq facultés :
- Sciences économiques : Facoltà di Economia, „Fakultät für Wirtschaftswissenschaften” ;
- Sciences de l'éducation et de l'image : Facoltà di Scienze della Formazione, „Fakultät für Bildungswissenschaften”, Facolté de Sciënzes dla Formaziun[3] ;
- Sciences et technologies informatiques : Facoltà di Scienze e Tecnologie informatiche, „Fakultät für Informatik” ;
- Design et Arts : Facoltà di Design e Arti, „Fakultät für Design und Künste” ;
- Sciences naturelles et technique : Facoltà di Scienze e tecnologie, „Fakultät für Technik und Naturwissenschaften”.

Cette université offre aux étudiants un parcours pédagogique multilingue et tendant vers le marché de l'emploi (aux niveaux local et européen). Les cours sont donnés en italien, allemand et anglais — sauf à la faculté des sciences de l'éducation où se situent trois sections séparées, pour les étudiants de langue maternelle italienne, allemande et ladine.